# 大島めぐみ
大島 めぐみ（おおしま めぐみ、旧姓：田中、1975年9月4日 - ）は、埼玉県熊谷市出身の日本女子陸上競技選手（プロランナー）及び指導者。専門は長距離走・マラソン。旧姓は田中。
主な実績に、2000年シドニーオリンピック・2004年アテネオリンピック各女子長距離走・日本代表。1999年世界陸上セビリア大会・2003年世界陸上パリ大会各女子長距離走、2005年世界陸上ヘルシンキ大会女子マラソン日本代表など。

## 来歴
1991年4月、埼玉栄高等学校に入学、同陸上競技部に在籍。1学年上に柿沼和恵が、2学年上に徳田由美子、鈴木真紀らがいた。同高校2年時、鳩山高校に敗れ全国高校駅伝大会に出場はならなかった。3年時も鳩山高校に敗れたが北関東地区代表に選出され、全国高校駅伝大会に出場しチームは総合4位。エース区間1区6kmをトップのエスタ・ワンジロ（仙台育英2年 ）と34秒差の19:51で走り区間6位だった。
1994年3月に高校卒業後、同年4月にあさひ銀行（現・埼玉りそな銀行）に入社、同女子陸上部に所属。2003年3月に埼玉りそな銀行の陸上部廃部に伴い、同年4月に衣料品販売業のしまむらへ移籍。2004年にくろしお通信所属（当時、現日清食品）で4歳年下の大島健太と結婚。
五輪初代表は2000年9月のシドニーオリンピックだった。女子5000mに選出されての出場となるも、予選レースで9着に終わり決勝進出はならなかった（他、市川良子・志水見千子共に予選敗退）。
2002年3月の名古屋国際女子マラソンで初マラソンに挑戦。26Km付近で同じく初マラソンながら初優勝を果たした野口みずきのスパートについていけず、30Kmを過ぎてからは2位の大南博美にも追い抜かれたものの、3位の好成績を残した。これを機に、長距離トラック種目からフルマラソンまでこなせるランナーへと成長する。
2度目のマラソンだった2003年1月の大阪国際女子マラソンは、中間点辺りまで先頭集団のハイペースについていったが、中間点を過ぎてから徐々に遅れて後退し、結局7位に終わった。
アテネオリンピックの女子マラソン代表・国内選考レースだった、2004年3月の名古屋国際女子マラソンでは、32km辺りからじわじわ土佐礼子を引き離して先頭に立ち、35km地点では11秒の差をつけ勝負あったかに見えた。しかし35kmを過ぎてからペースダウンとなり、追い上げられた土佐に37km地点で逆転を許して2位でゴール。惜しくも女子マラソンでの五輪代表を逃した。
その後、2004年6月の日本選手権女子10000mでは、気温30度近い高温の中自己記録で2位に入り、トラック種目で2大会連続2回目の五輪代表入りを果たした。同年8月のアテネ五輪女子10000mでは、残りトラック1周手前で優勝争いの先頭集団に周回遅れにされてしまい、メダルも入賞争いにも加わることは出来なかったが、日本人ではトップの13位だった（他、弘山晴美は18位、福士加代子は26位）。
翌2005年3月、再び名古屋国際女子マラソンで優勝を狙うものの、初マラソンの原裕美子にわずか6秒差で敗れ、マラソン自己記録をマークしたが又しても2位に甘んじる。しかしながら、この成績で世界陸上選手権ヘルシンキ大会の女子マラソン代表に選ばれた（世界陸上日本代表としては長距離走種目も含めて通算3回目の出場）。2005年8月の世界陸上女子マラソン本番では、序盤から優勝したポーラ・ラドクリフらの高速ペースについていかず自重、8位入賞にあと一歩届かなかったものの、後半に追い上げて10位に入った。なお、女子マラソン団体戦では日本代表として銀メダルを獲得している。
2006年・2007年はケガの為にマラソンへ出場出来ず、トラック競技や駅伝の方に重点を置いていた。また、2006年9月の一関国際ハーフマラソンでは大会新記録で優勝している。
約2年半ぶりのマラソン出走となる、2008年3月9日開催の名古屋国際女子マラソンに一般参加選手として出場。同年開催の北京オリンピックの女子マラソン代表を目指したが、30km手前で優勝争いから脱落、終盤に追い上げたものの6位に留まった。その後同年6月の日本選手権は欠場したため、トラック種目での北京五輪代表入りも断念。日本女子陸上選手としては弘山晴美らに続く、3大会連続の五輪代表はならなかった。
2008年10月15日、所属先のしまむらを退社。翌2009年2月23日に妊娠4か月を迎え、2009年9月14日に長男を出産した事を自身のブログにて公表した。
2010年12月12日、2年ぶりのマラソンとなるホノルルマラソンに出場、7位でゴール。2011年2月20日、横浜国際女子マラソンへ約3年ぶりの国内メジャー大会に出走したが、25Kmを過ぎた後リタイアに終わる。2012年3月11日、ロンドンオリンピックの国内最終選考レースとなる名古屋ウィメンズマラソンに一般参加でエントリーしていたが、故障が回復しない為欠場となった。
現在も現役プロランナーとして活動する傍らで、ランニングクリニックの講師や野菜ソムリエ資格、アスリートフードマイスターを取得するなど、陸上競技指導者としても活動中。

## 主な成績
- 1999年8月 世界陸上セビリア大会 5000m 15分17秒92/10位（自己記録）
- 2000年9月 シドニーオリンピック 5000m 15分39秒83/予選落ち
- 2002年3月 名古屋国際女子マラソン 2:28:10/3位
- 2003年1月 大阪国際女子マラソン 2:29:57/7位
- 2003年6月 日本選手権 10000m 31分55秒24/2位
- 2003年8月 世界陸上パリ大会 10000m 31分47秒00/15位
- 2004年3月 名古屋国際女子マラソン 2:24:47/2位
- 2004年6月 日本選手権 10000m 31分34秒01/2位（自己記録）
- 2004年8月 アテネオリンピック 10000m 31分42秒18/13位
- 2005年3月 名古屋国際女子マラソン 2:24:25/2位（自己記録）
- 2005年7月 札幌国際ハーフマラソン 1:09:59/4位（自己記録）
- 2005年8月 世界陸上ヘルシンキ大会女子マラソン 2:26:29/10位（日本女子団体戦は銀メダル獲得）
- 2006年6月 日本選手権 10000m 32分17秒77/3位
- 2006年9月 一関国際ハーフマラソン 1:11:30/優勝
- 2008年3月 名古屋国際女子マラソン 2:29:03/6位
- 2008年12月 ホノルルマラソン 2:57:44/8位
- 2010年12月 ホノルルマラソン 2:57:20/7位
- 2011年2月 横浜国際女子マラソン 途中棄権

## エピソード
- 趣味はサッカー観戦。地元埼玉の浦和レッズを応援、時間があれば実際に試合観戦に行くこともある。
- 2007年3月31日、TBS系列で春秋恒例の特別番組、「オールスター感謝祭」に特別ゲストとして出演。
  - 「赤坂5丁目ミニ駅伝」では、世界陸上女子チームとして早狩実紀（障害走選手）、サーニャ・リチャーズ（米国・短距離走選手）と共に出走し優勝。また「赤坂5丁目ミニマラソン」には、大島健太・めぐみ夫妻が二人揃っての出走となり、優勝はエリック・ワイナイナ、2位が大島めぐみ、3位猫ひろし、4位谷川真理、そして5位に大島健太がゴール（めぐみは賞金40万円、健太は賞金10万円獲得）。そしてクイズと合わせての総合成績でも、大島めぐみは総合3位となり、さらに賞金50万円を獲得した。
- 大島と同じ1975（昭和50）年度生まれで活躍した日本女子陸上（長距離走・マラソン）選手には、川上優子（元沖電気）、高橋千恵美（元日本ケミコン→チームミズノアスレチック）、大南博美・敬美双子姉妹（元東海銀行・UFJ銀行・トヨタ車体→ユティック）、小崎まり（ノーリツ）、橋本康子（元日本生命・セガサミー）など多数居り、全員がライバルながらも親友仲間と、大島自ら語っている。